# Sorio
Sorio (en idioma corso Soriu) es una comuna y población de Francia, en la región de Córcega, departamento de Alta Córcega.
Su población en el censo de 1999 era de 148 habitantes.

## Demografía
| 154 | 165 | 141 | 118 | 126 | 148 |
| Para los censos de 1962 a 1999 la población legal corresponde a la población sin duplicidades (Fuente: INSEE [Consultar]) |     |     |     |     |     |

- Datos: Q266831
- Multimedia: Sorio / Q266831

1. ↑  Worldpostalcodes.org, código postal n.º 20246.
2. ↑  INSEE, Datos de población para el año 2012 de Sorio (en francés).